# Ambly-Fleury
Ambly-Fleury település Franciaországban, Ardennes megyében. Lakosainak száma 134 fő (2022. január 1.). Ambly-Fleury Amagne, Coucy, Givry, Mont-Laurent és Seuil községekkel határos.

## Népesség
A település népességének változása:
| Lakosok száma | 195  | 124  | 130  | 141  | 125  | 128  | 134  | 133  | 133  | 134  |
|               | 1968 | 1982 | 1990 | 2006 | 2013 | 2015 | 2017 | 2019 | 2020 | 2022 |